# Cuisine angevine

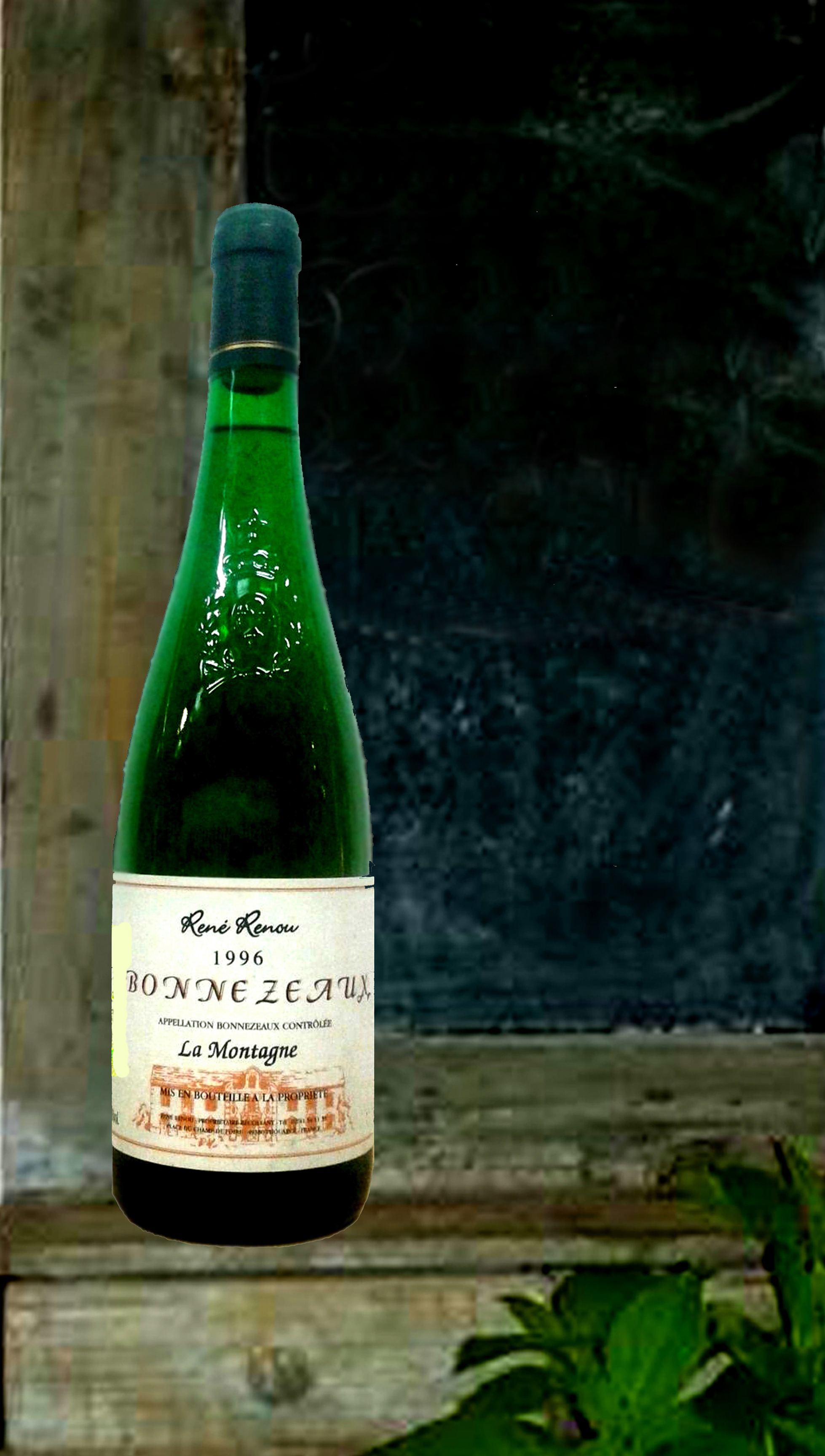
Bouteille de bonnezeaux du commerce.

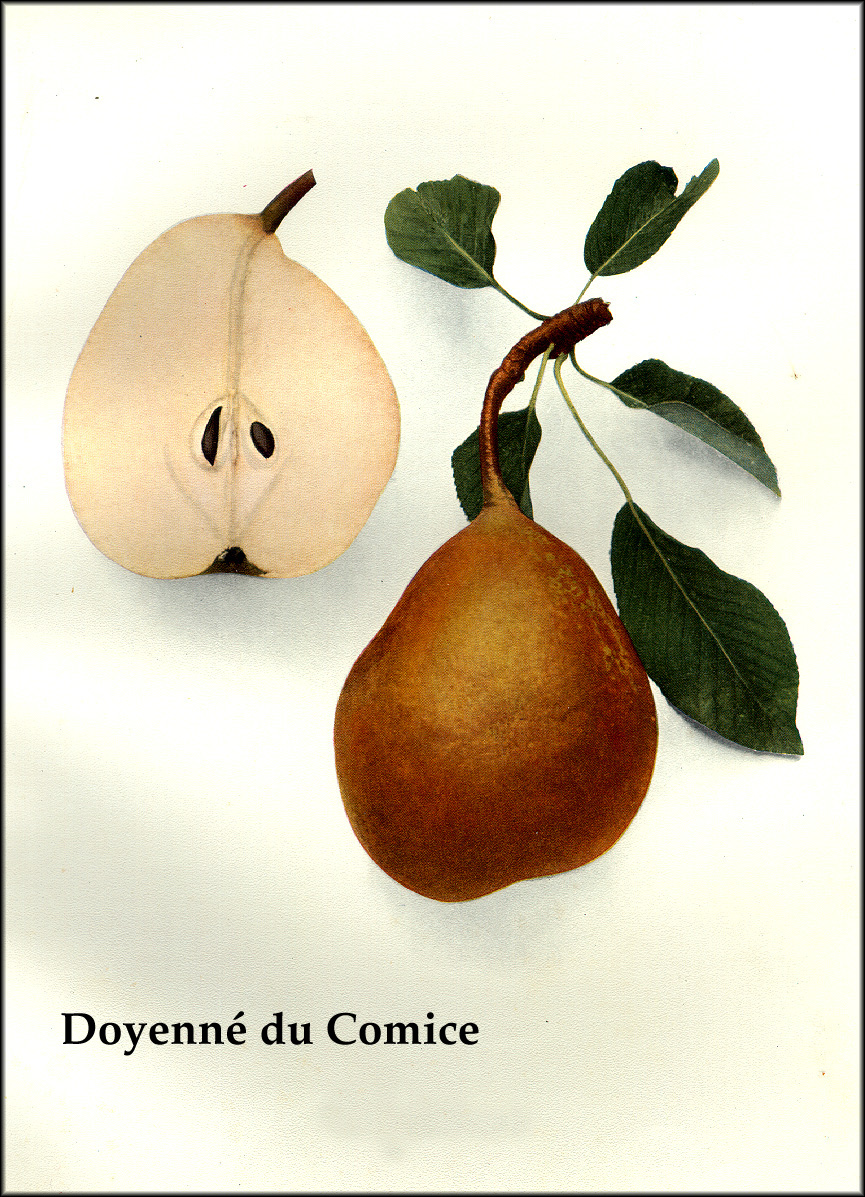

La cuisine angevine est décrite par Curnonsky, surnommé le « prince des gastronomes » par la revue Le bon gîte et la bonne table, comme « le paradis de la digestion paisible » : 

« [Elle] n’offre point, sans doute, la richesse de la cuisine bourguignonne, la science raffinée de la cuisine bressane, ni la splendeur de la cuisine périgourdine ; […] elle est raisonnable, sincère, et, si l’on peut dire, « bon enfant ». C’est essentiellement une cuisine paisible et mijotée, une cuisine de cordons bleus. […] La Loire qui traverse toute la province et ses affluents offrent toutes les variétés de poissons d’eau douce […] Et la cuisine angevine en a tiré des merveilles […]. Le beurre (un des meilleurs qu’il y ait avec celui des Charentes) et les admirables fruits d’Anjou sont les éléments de la fine et légère pâtisserie locale, dont la gloire est le célèbre pâté de prunes. Et rien n’égale le mousse parfumée des crémets d’Angers. »

— Curnonsky
Les spécialités agricoles et culinaires locales sont donc variées et concernent principalement les plats à base de poissons de rivière, comme le brochet et le sandre à l’oseille ou au beurre blanc, l’alose braisée au vin blanc, la bouilleture d’anguille (une matelote d’anguilles au vin rouge, pruneaux, champignons, huile de noix et eau-de-vie, servie sur des tranches de pain). Les plats de viande ne sont pas en reste : cul de veau à l’angevine (carottes, oignons, vin blanc, eau-de-vie et crème fraîche), fricassée de poulet à l’angevine (vin blanc, crème et champignons). Les fouées (ou fouaces), petits pains cuits au four, se consomment en en-cas, sucrés ou salés. Ils sont agrémentés de rillauds (dés de poitrine rissolés au four et servis tièdes), fromage, mogettes, confiture, etc., déjà célébrées par Gargantua. Les champignons de Paris, spécialité du Saumurois, sont fréquemment employés dans la cuisine angevine, comme dans la recette des galipettes : ils sont séchés au feu de bois et garnis d’ail, de beurre et de persil. Concernant les spécialités sucrées, il faut noter la bijane (mélange de pain, de vin rouge et de sucre, souvent accompagné de fruits comme des fraises), le pâté aux prunes (une tourte de pâte sablée aux reine-claudes) ou encore le crémet d’Anjou (un dessert  sucré). La doyenné du Comice est une variété de poire angevine fréquemment cuisinée par les cuisiniers locaux (en chutney sucré-salé ou en dessert). 
Angers est renommée pour ses liqueurs : le guignolet (une liqueur de ménage à base de cerises) ou une liqueur triple sec industrielle identifiée sous une marque mondialement connue. Une autre spécialité, la « soupe angevine », est très appréciée : il s’agit d’un mélange, à la louche (d’où son nom de « soupe »), de crémant de Loire, de jus de citron, de sucre de canne et de liqueur triple sec.
Les plus anciens menus conservés à Angers remontent à 1669.

## Entrées
- Galipettes
- Œufs à l'angevine
- Pâté de ragondin
- Rillauds

## Viandes
- Cul de veau à l'angevine
- Cul de veau à la Montsoreau
- Foie de veau à la baugeoise
- Fricassée de poulet à l'angevine
- Gogue angevine
- Oie de Segré farcie aux marrons
- Oie d'Anjou rôtie
- Pintade de Cholet
- Poularde à l'angevine
- Rognons de veau à la saumuroise
- Rôti de porc aux pruneaux
- Rouelle de veau aux carottes
- Tournedos à l'angevine

## Poisson
- Alose à l'oseille
- Anguilles poêlées
- Brochet au beurre blanc
- Friture de la Loire
- Lamproie
- Matelote d'anguille
- Sandre au beurre blanc
- Saumon au beurre blanc
- Saumon à l'oseille

## Légumes
- Artichauts farcis à l'angevine

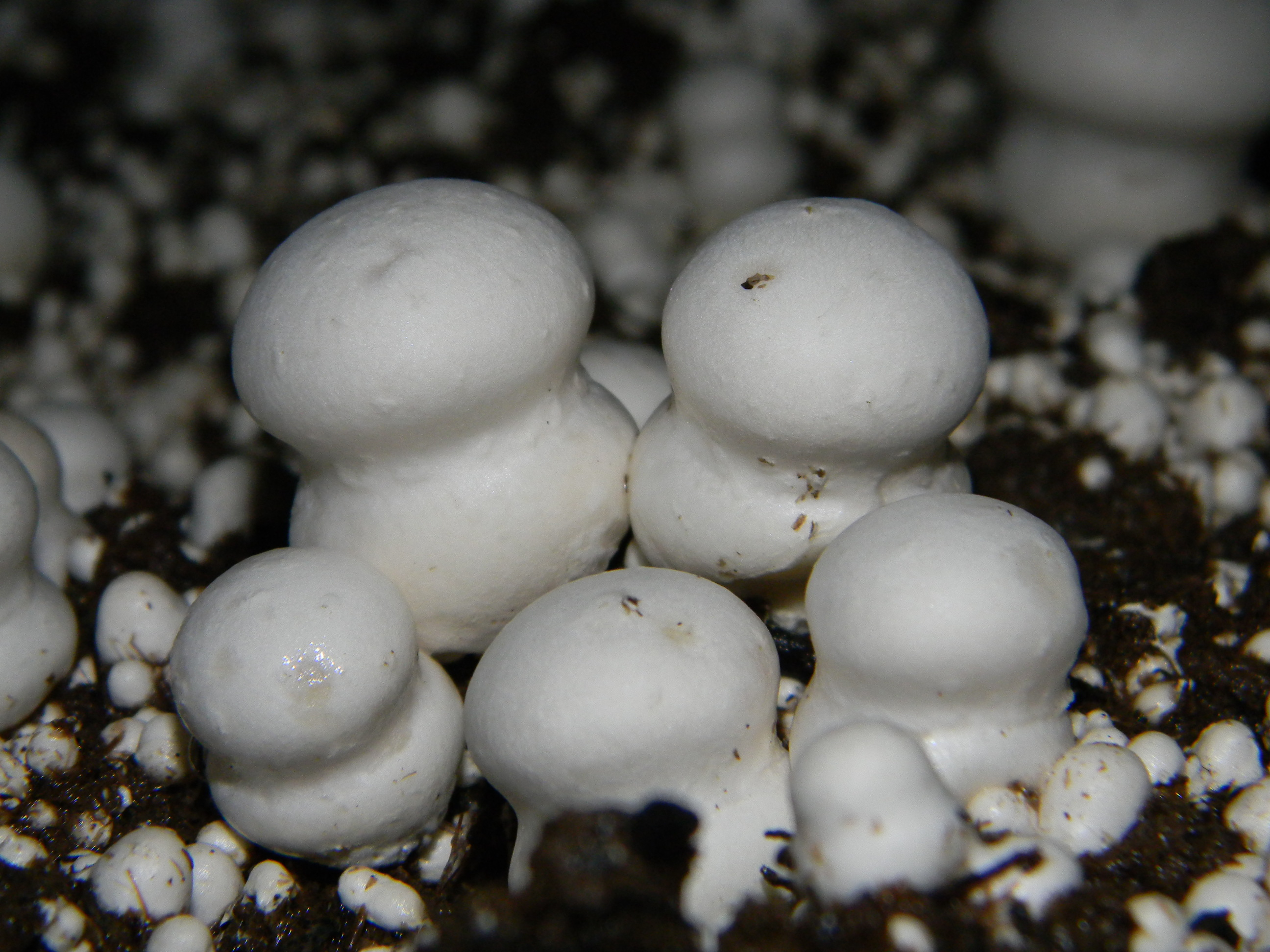
Champignon de Paris.

- Champignons de Paris, cultivés à Saumur
- Oseille à l'angevine

## Accompagnements
- Beurre blanc
- Cornette d'Anjou (salade)
- Fouée ou fouace
- Miot ou "trempé au vin", "soupine", ou "soupe à la pie".

## Desserts angevins
- Bottereaux
- Bijane aux fraises
- Chocolats au triple sec
- Crémet d'Anjou
- Crêpe angevine
- Granité de Saumur brut aux cerises
- Mousse aux fraises
- Nouzillards au lait
- Pâté aux prunes
- Pâvé d'Anjou
- Pêches angevines
- Poires tapées
- Poires Belle Angevine
- Poirier d'Anjou
- Pommes tapées
- Quernons d'ardoise
- Tarte aux fraises

Gastronomie angevine
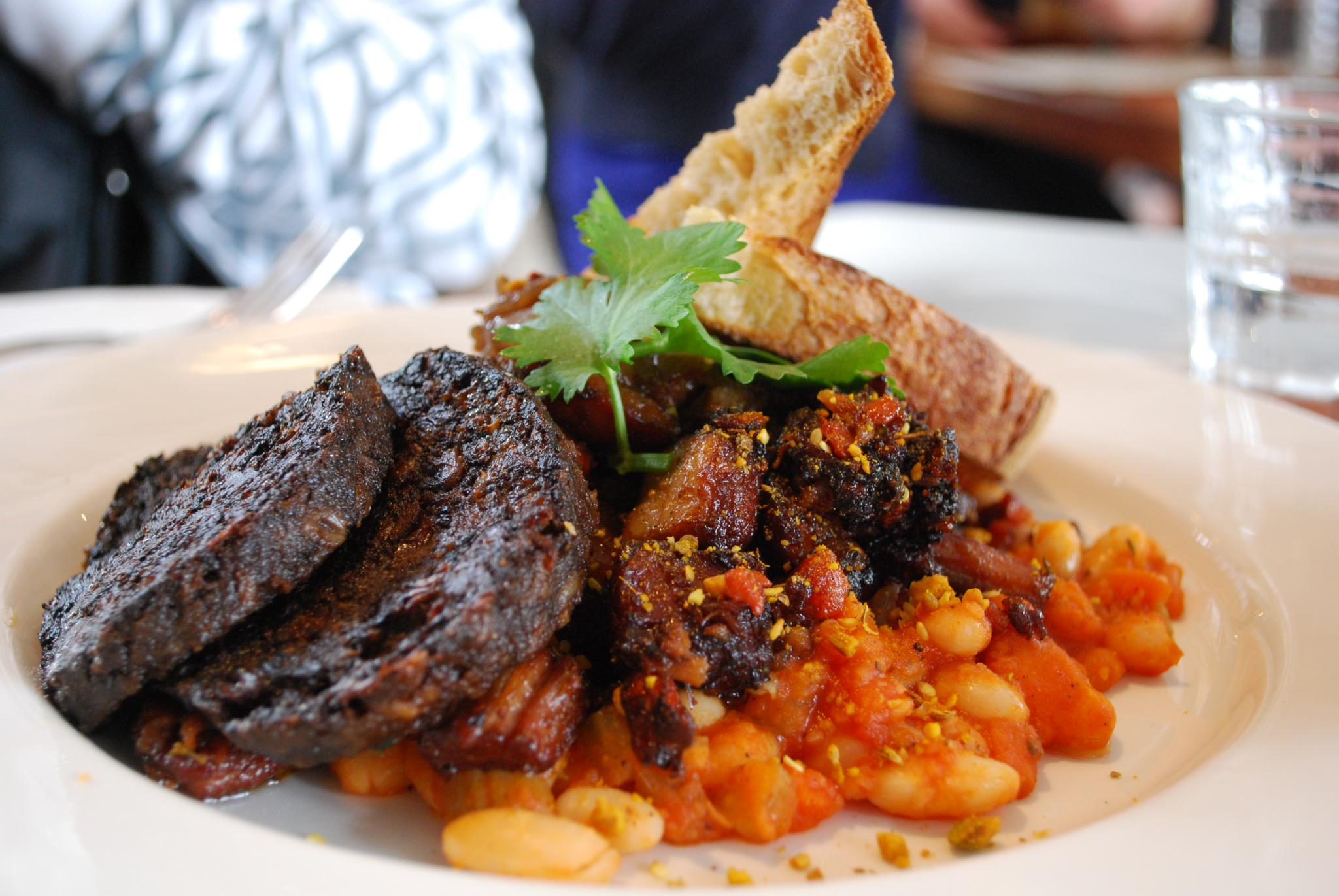
Rillauds de porc.
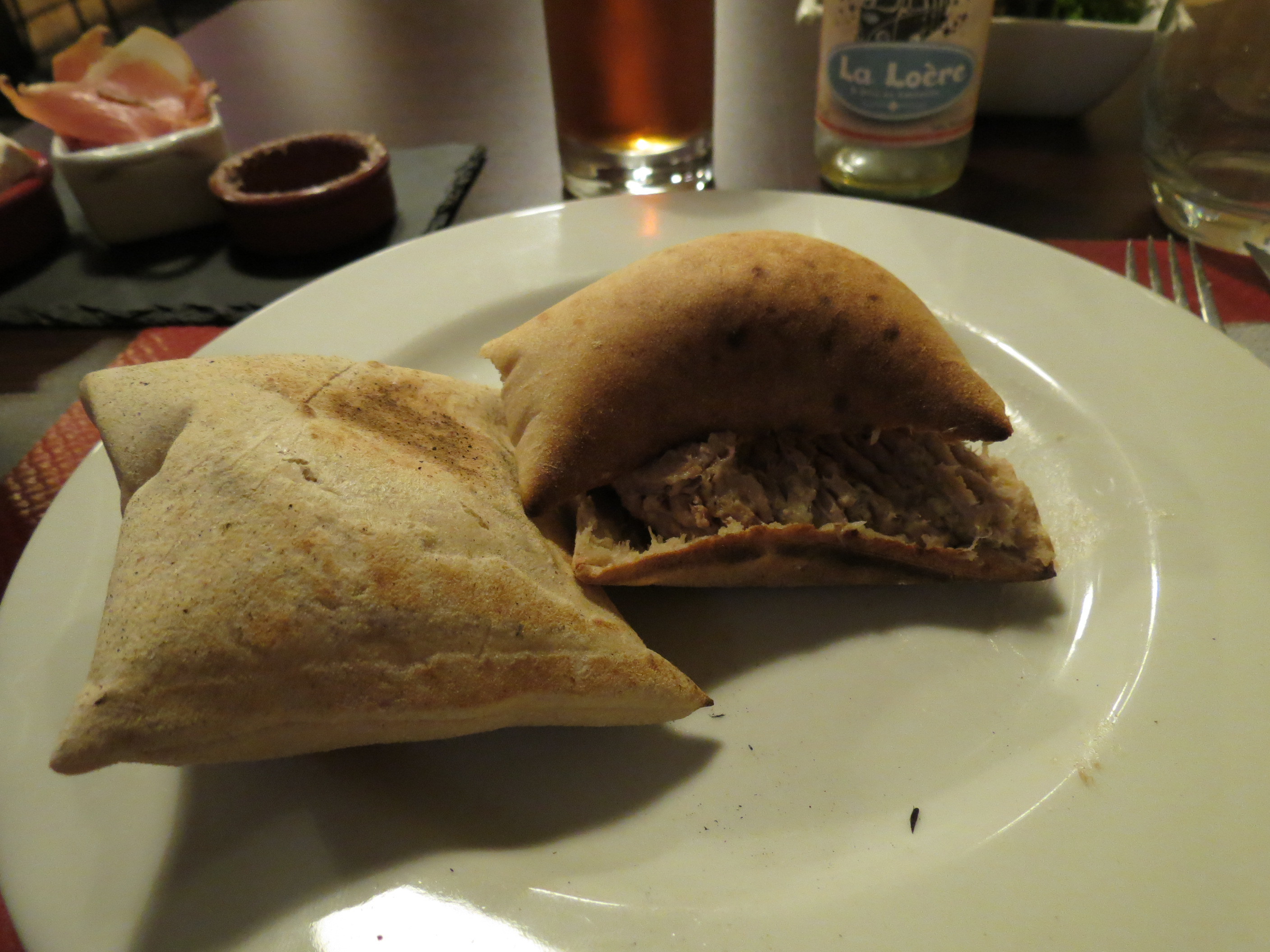
Fouasses.
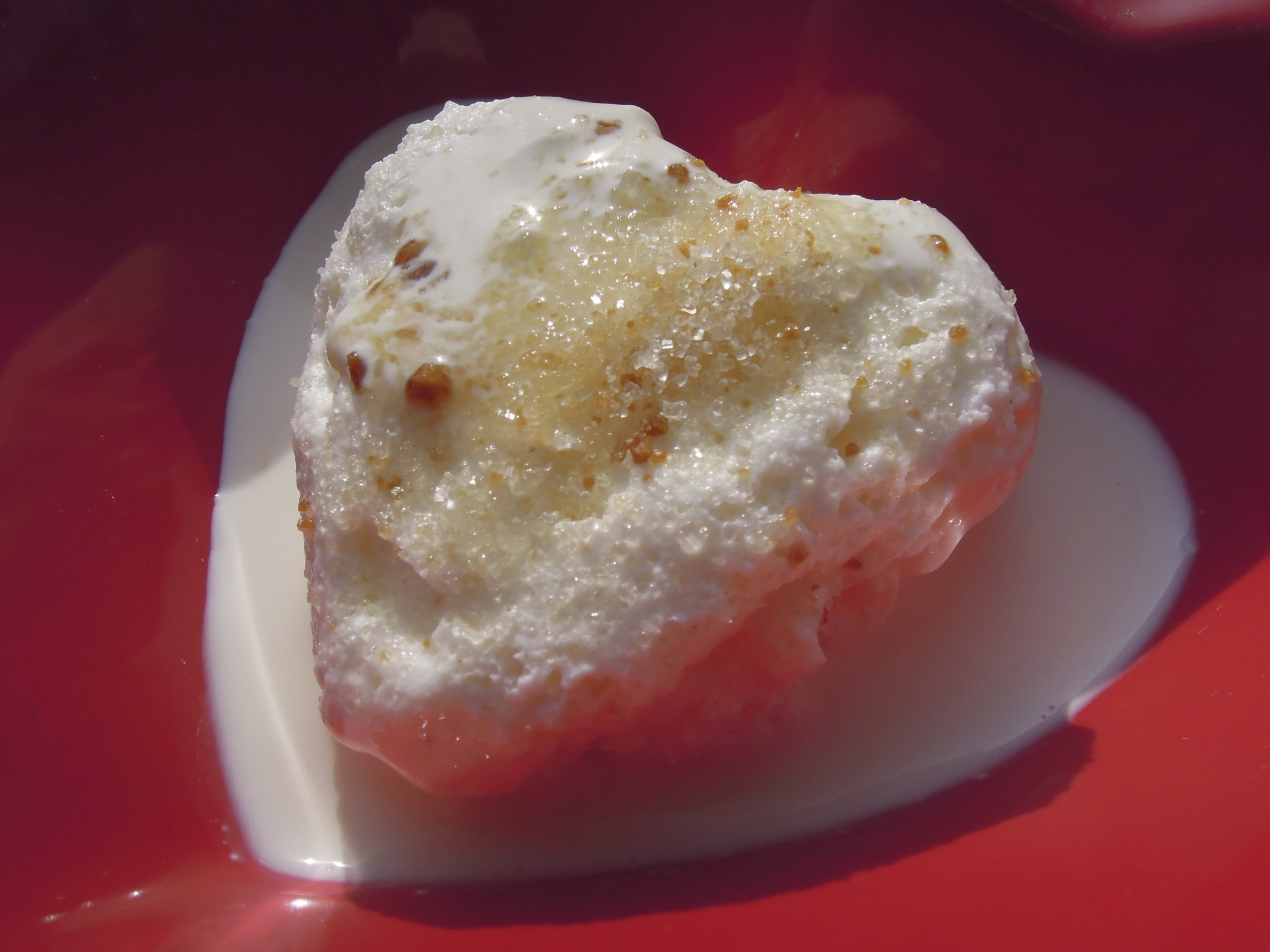
Crémet d'Anjou.
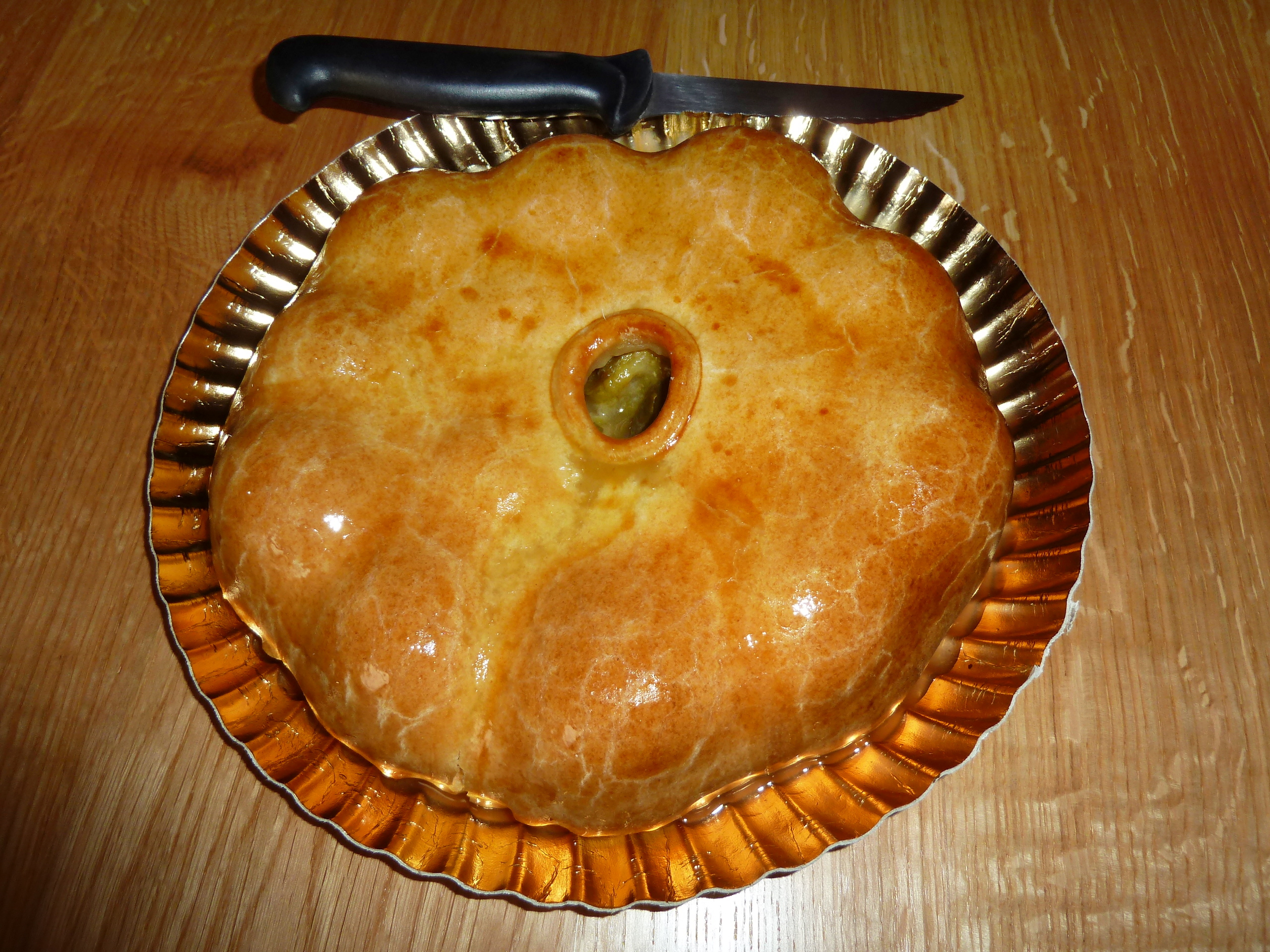
Pâté aux prunes.

## Boissons
Vins : 
- Anjou (vin)
- Bonnezeaux (vin)
- Anjou - Coteaux de la Loire (vin)
- Coteaux-de-l'aubance (vin)
- Coteaux-du-layon (vin)
- Chaume (vin)
- Quarts-de-chaume (vin)
- Savennières (vin)
- Vins du Thouarsais

Autres 

- Guignolet
- Soupe angevine
- Triple sec

Boissons alcoolisées angevines
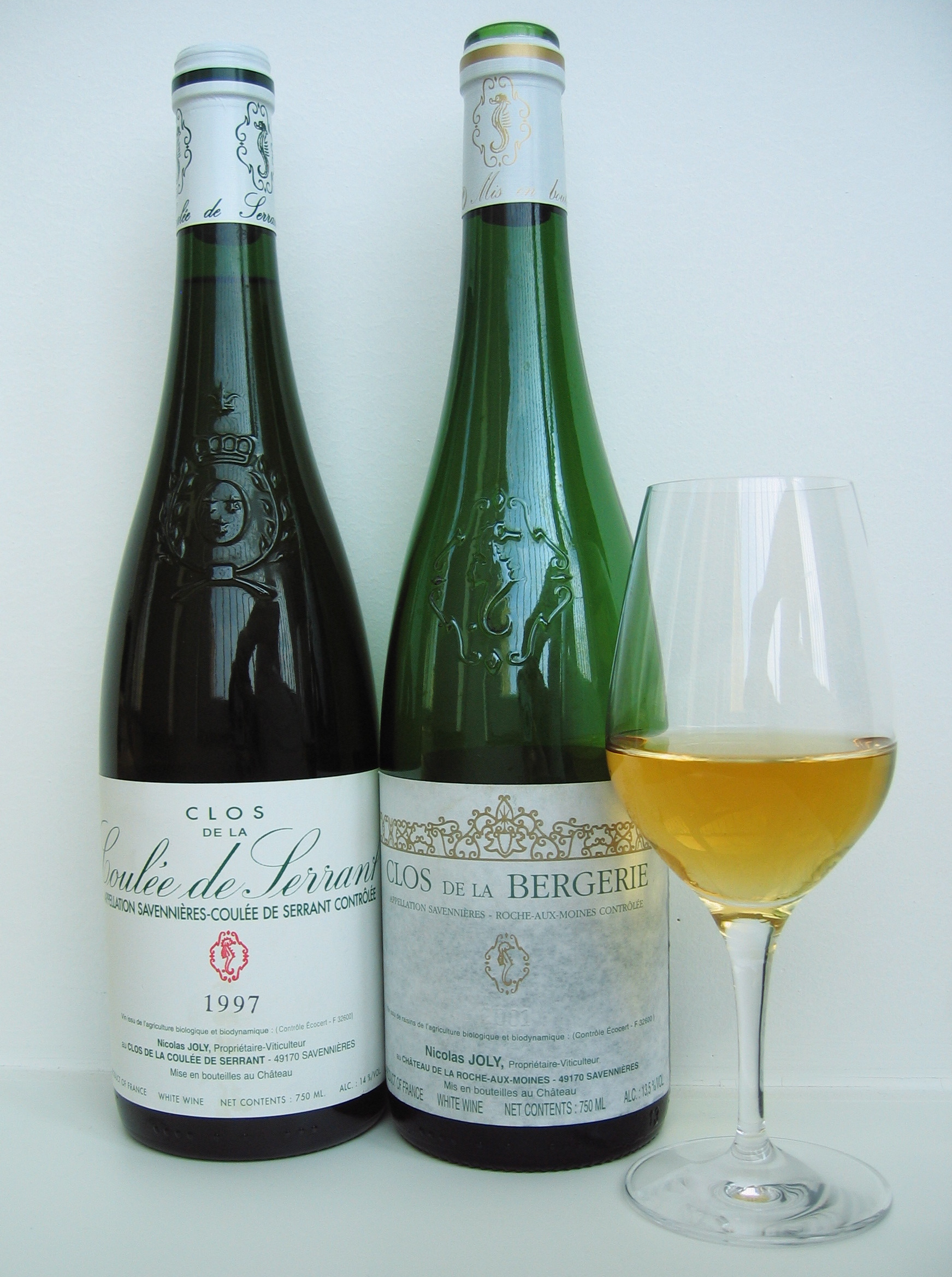
Deux vins de Savennières du commerce.
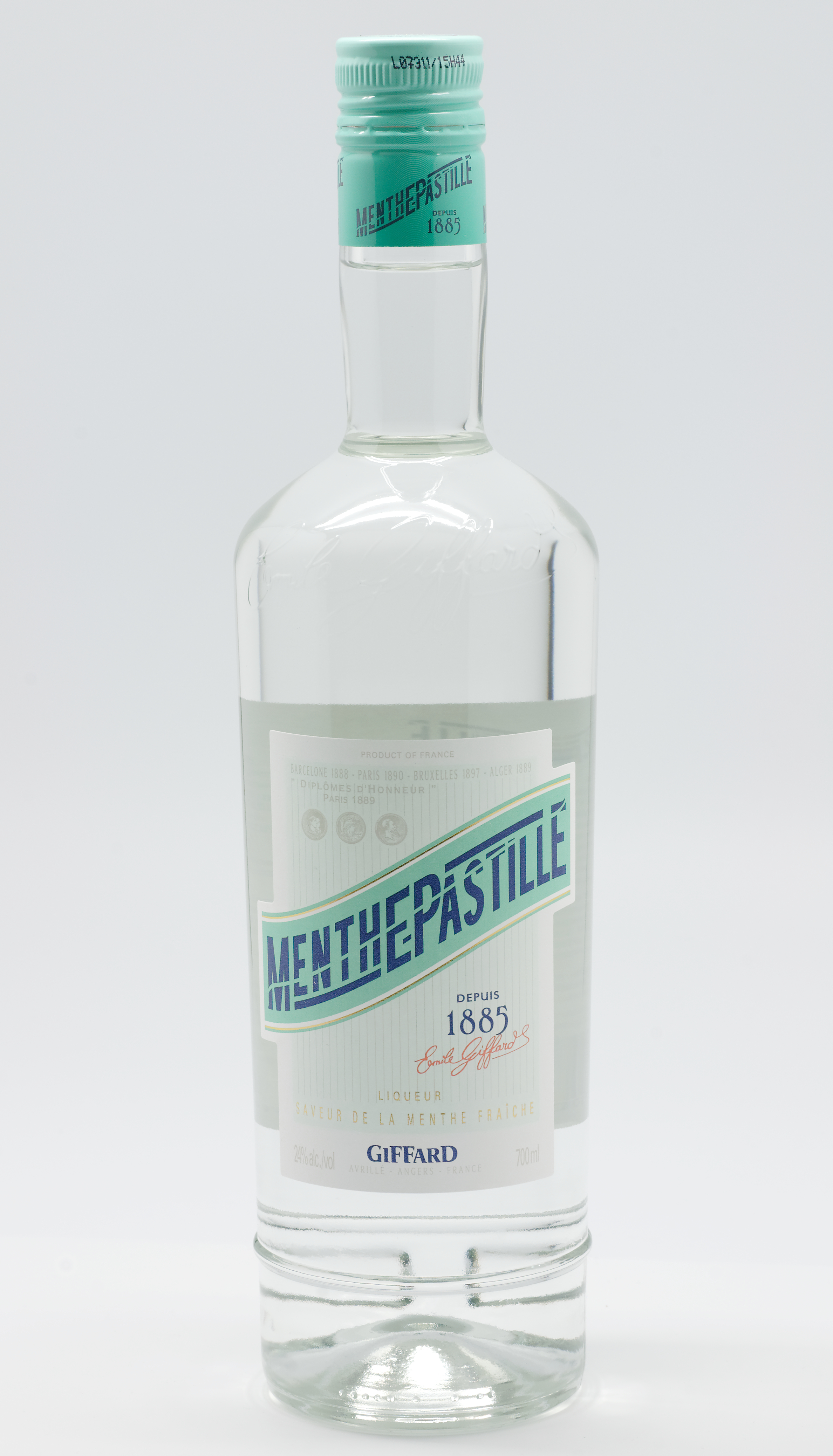
Liqueur à la menthe du commerce fabriquée à Avrillé.
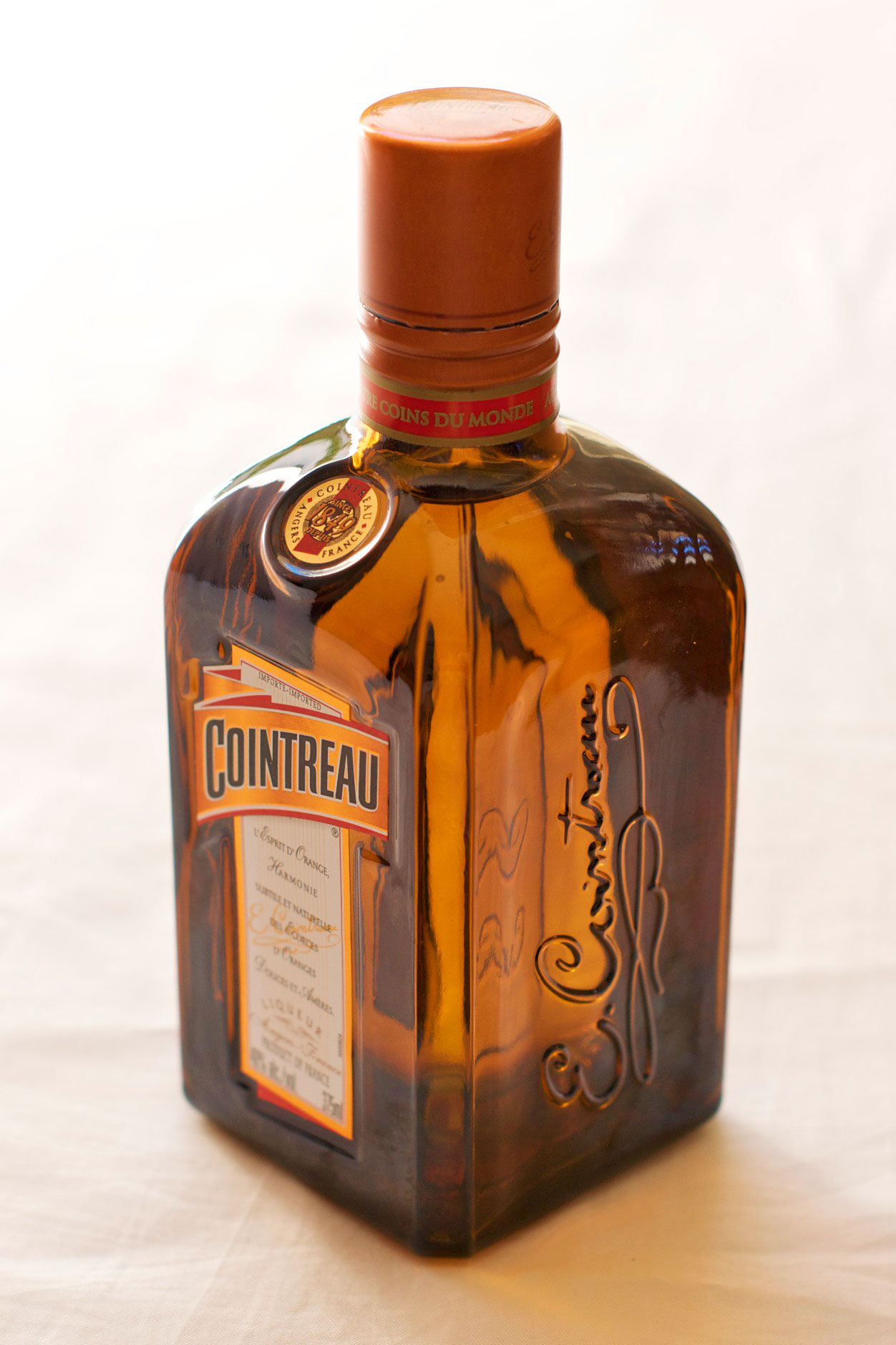
Triple sec du commerce fabriquée à Saint-Barthélemy-d'Anjou.